# 兵庫県道549号久斗山今岡線
兵庫県道549号久斗山今岡線（ひょうごけんどう549ごう くとやまいまおかせん）は美方郡新温泉町内を結ぶ一般県道である。

## 概要
美方郡新温泉町久斗山から美方郡新温泉町今岡に至る。

### 路線データ
- 起点：美方郡新温泉町久斗山（兵庫県道257号山田新温泉線交点）
- 終点：美方郡新温泉町今岡（金屋口交差点、兵庫県道47号浜坂井土線交点）
- 総延長：7.859 km

## 地理

### 通過する自治体
- 美方郡新温泉町

### 交差する道路
| 交差する道路              | 交差する場所 | 交差する場所        |
| ------------------------- | ------------ | ------------------- |
| 兵庫県道257号山田新温泉線 | 久斗山       | 起点                |
| 兵庫県道550号熊谷味取線   | 熊谷（）     |                     |
| 兵庫県道47号浜坂井土線    | 今岡         | 金屋口交差点 / 終点 |

### 沿線
- 岸田川